# Britische Antiterroraktion vom 10. August 2006

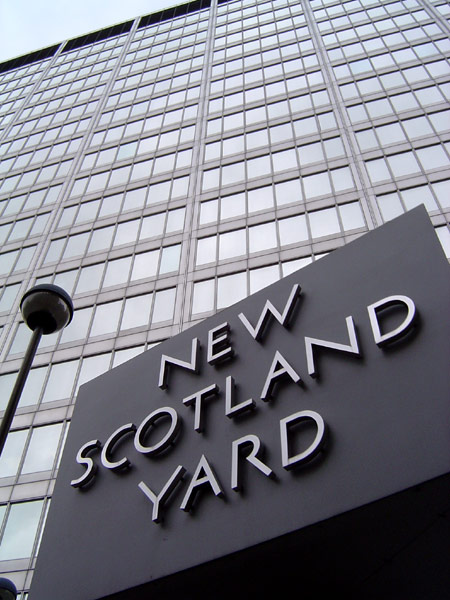
Scotland Yard in London

Laut Polizeiangaben vereitelte Scotland Yard durch die Britische Antiterroraktion vom 10. August 2006 einen vermutlich großen Terroranschlag. Selbstmordattentäter wollten demnach mehrere Flugzeuge auf dem Weg von Großbritannien in die Vereinigten Staaten und Kanada mittels Flüssigsprengstoff zur Explosion bringen. In Großbritannien wurden mehrere Verdächtige festgenommen. Als Reaktion wurden weltweit vor allem für Flüge in die Vereinigten Staaten die Sicherheitsmaßnahmen erhöht, insbesondere wurden die Bestimmungen für erlaubte Gegenstände im Handgepäck verschärft.

## Ereignisse

### Hinweise zu den terroristischen Plänen
Einer Stellungnahme des britischen Innenministers John Reids zufolge, die vom Newsservice des Metropolitan Police Service verbreitet wurde, hat die britische Polizei in Zusammenarbeit mit dem britischen Inlandsgeheimdienst MI5 mehrere Terroranschläge auf Flugzeuge vereitelt, die, wie verlautet, vermutlich von Großbritannien in Richtung der Vereinigten Staaten starten und dann in der Luft zur Explosion gebracht werden sollten. Laut Sky News sollten sechs Flugzeuge gesprengt werden, darunter laut CNN Flüge von United, American und Continental Airlines nach New York, Washington und Kalifornien.
Der Sprengstoff unbekannter Herkunft sollte per Handgepäck ins Flugzeug geschmuggelt werden. Diese Anschläge konnten laut CNN in einer großen, „monatelang“ vorbereiteten Anti-Terror-Aktion von Polizei und Geheimdiensten vereitelt werden, wobei nicht klar ist, wie viel Kontakt und Einfluss die Geheimdienste in der seit 8 Monaten (Reuters) dauernden Aktion auf den geplanten Anschlag tatsächlich hatten.

### Die Vereitelung
In der Nacht vom 9. auf den 10. August wurden 25 Tatverdächtige festgenommen. Um zwei Uhr früh verfügte die Arbeitsgruppe der Polizei für die Analyse terroristischer Gefahren (Joint Terrorism Analysis Centre), die Terrorwarnstufe auf die höchste Stufe zu setzen: „Critical“, was bedeutet, dass die Gefahr von Terroranschlägen akut gegeben ist. Unmittelbar darauf wurden die Sicherheitsvorkehrungen an den Flughäfen verstärkt: Handgepäck ist – auf Anweisung der britischen Regierung – bis auf Weiteres in Flügen von und nach Großbritannien nicht mehr erlaubt; auch Laptops, Handys, Brillenetuis und MP3-Player dürfen nicht mehr mit an Bord genommen werden. Selbst Babymilch und -nahrung muss vor den Augen der Sicherheitsbeamten von den Passagieren probiert werden.
Der Flughafen Heathrow wurde teilweise geschlossen. Die britische Polizei warnte daher vor schweren Störungen im Flugverkehr, bat aber die Bevölkerung, ihren normalen Tagesgeschäften nachzugehen.

#### Festnahmen

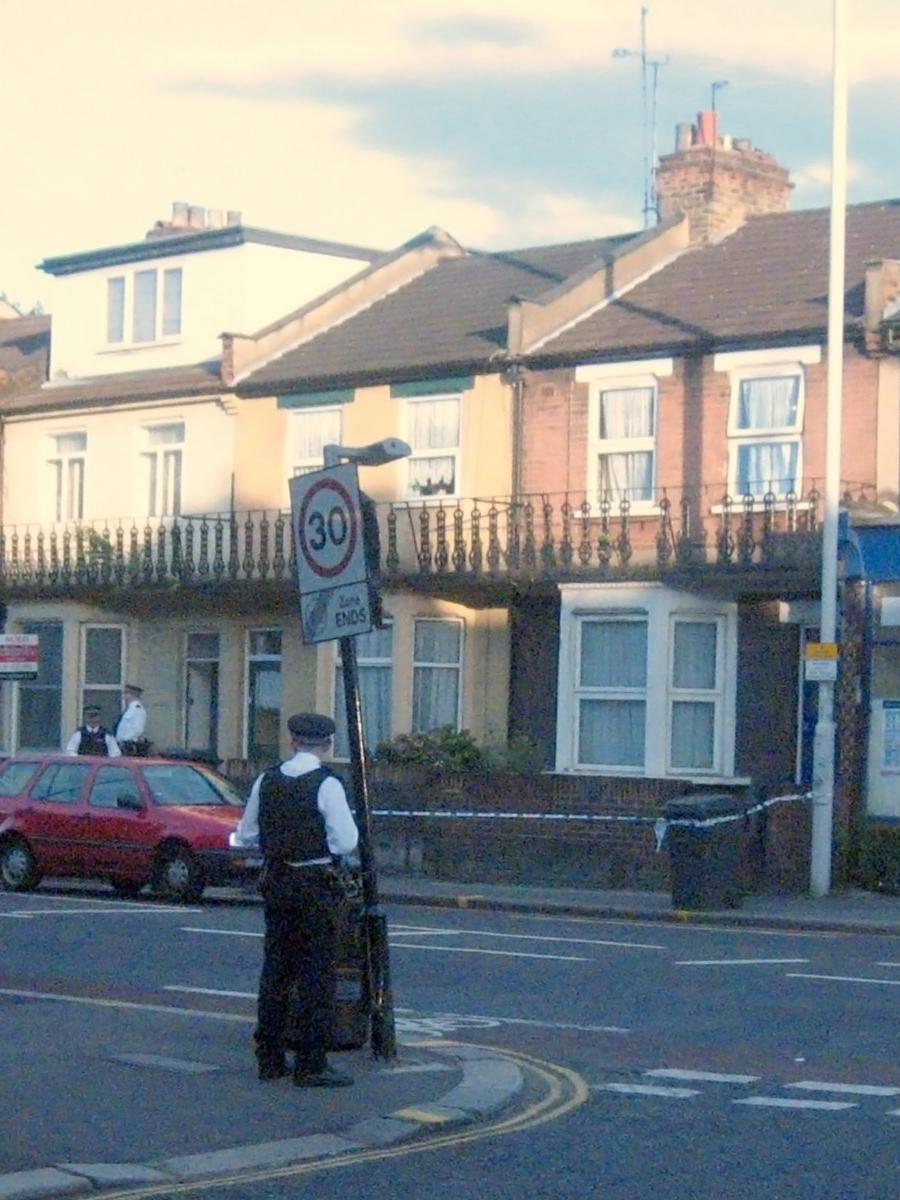
Polizei während einer Razzia in der Forest Road, Walthamstow, London

25 Tatverdächtige wurden in der Nacht vom 9. auf den 10. August festgenommen, vier davon jedoch kurze Zeit später wieder freigelassen. Die restlichen 21 Personen wurden laut Polizeiangaben hauptsächlich in London, aber auch in Thames Valley und Birmingham festgenommen. Der amerikanische Geheimdienst erklärte, bei dem versuchten Anschlag seien bis zu 50 Personen beteiligt gewesen.
Nach den Polizeirazzien wurden von der Bank of England Konten von bis zu 19 Verdächtigten eingefroren, ihre Namen und ihr Alter wurden ebenfalls veröffentlicht, sie alle leben in Großbritannien. Sämtliche Verdächtige sind Muslime. Die Mehrzahl besitzt die pakistanische Nationalität, ist jedoch in Großbritannien im Milieu der Mittelschicht aufgewachsen. Zwei der Verdächtigen sind hingegen britische Islam-Konvertiten.
Laut Medienberichten ist unter den Verhafteten ein führender Kopf der al-Qaida.

#### Internationale Zusammenarbeit
Die britische Polizei sprach bei der Festnahme der Verdächtigen von einer Kooperation zwischen britischen und ausländischen Polizeiorganisationen und Geheimdiensten.

## Weltweite Reaktionen

### Sicherheitsmaßnahmen weltweit
Die Sicherheitsmaßnahmen an deutschen Flughäfen wurden durch das Bundesinnenministerium weiter erhöht. Was dies bedeute, wurde nicht erklärt, aber Reisende wurden dazu aufgefordert, frühzeitig bei den Sicherheitskontrollen zu erscheinen.
Des Weiteren wurden in vielen Ländern verstärkte Kontrollen durchgeführt.

### Folgen für Flugreisende
Die Deutsche Lufthansa hatte am Morgen alle Flüge nach Großbritannien bis 14:00 Uhr ausgesetzt. Ryanair setzte rund 100 Flüge aus. Später gab die Lufthansa bekannt, alle Flüge aus Deutschland zum Londoner Flughafen Heathrow würden bis 20 Uhr gestrichen. 33 Flüge der Airline mit 5.000 Passagieren waren laut Auskunft einer Lufthansa-Sprecherin vom Nachmittag davon in Deutschland betroffen. Auch weitere europäische Fluggesellschaften strichen Flüge in das Vereinigte Königreich.
Auch in anderen Ländern wurden viele Flüge ersatzlos gestrichen.
Gleichzeitig verkaufte der Eurostar binnen kürzester Zeit 2.300 Tickets.

#### Handgepäck
Bis zum 14. August 2006 durften Flugreisende in Großbritannien nur notwendige Gegenstände, wie Reisedokumente oder Geldbörsen, im Handgepäck mitführen. Danach durfte bis zum 7. Januar 2007 nur ein Handgepäckstück pro Person mitgeführt werden.
In der Europäischen Union traten ebenfalls neue Regelungen für das Handgepäck in Kraft. Flüssigkeiten dürfen nun nur noch in Behältnissen mitgeführt werden, die maximal 100 ml fassen. Diese Behältnisse müssen in einem transparenten, wiederverschließbaren 1-Liter-Plastikbeutel transportiert werden. Von der Regelung ausgenommen sind Medikamente und Babynahrung, diese werden seit dem 31. Januar 2014 mit einer besonderen Detektionstechnik kontrolliert.

### Auswirkungen auf die Wirtschaft
Die Börsen reagierten auf die Nachricht von den geplanten Terroranschlägen mit kurzfristigen Kurseinbrüchen. Vor allem Aktien von British Airways und anderen britischen Touristikunternehmen waren von den Abwertungen betroffen.

### Kritik
Kritiker bemängelten, dass selbst ohne Flüssigkeiten im Handgepäck andere Szenarien eines Terroranschlages denkbar seien und zweifelten den Sicherheitsgewinn der eingeleiteten Maßnahmen an. Insbesondere die Tatsache, dass man sogar oftmals nach den Sicherheitskontrollen in den Duty-Free-Shops hochprozentigen Alkohol oder scharfe und spitze Gegenstände (Brieföffner) kaufen kann, hat zu Kritik an der Sicherheitspolitik an Flughäfen geführt. Diese Kritik verschärfte sich, als bekannt wurde, dass ein 12-jähriger Junge die Sicherheitsvorkehrungen umgehen und ohne Pass und Flugticket bis in ein Flugzeug vordringen konnte.
Andere Kritiker bemängelten, dass die von den Geheimdiensten vorgelegten Informationen für die breite Öffentlichkeit nicht überprüfbar seien. Infolgedessen lässt sich nicht zweifelsfrei nachvollziehen, wie groß die Bedrohung wirklich war.

## Erstes Gerichtsverfahren gegen die Verdächtigen
Letztendlich wurde im Zusammenhang mit den geplanten Attentaten gegen 8 Männer Anklage erhoben. Das Verfahren begann in London im April 2008.
Die Staatsanwaltschaft beschuldigte die Männer der Planung von Selbstmordanschlägen auf mehrere transatlantische Flüge.
Sieben Angeklagte bekannten sich der versuchten Erregung öffentlichen Ärgernisses für schuldig. Sie hatten Videos gedreht, auf denen sie dem „Westen“ mit Selbstmordattentaten drohten. Drei von ihnen bekannten sich auch der tatsächlichen Planung eines Anschlags für schuldig, gaben aber an, ihr Ziel sei es gewesen, einen Sprengsatz im Flughafen Heathrow zu zünden, dabei aber nicht die Absicht gehabt zu haben, Menschen zu töten.
Am 8. September 2008, nach mehr als 50 Stunden Verhandlung, gaben die Geschworenen ihre Entscheidung bekannt:
Einer der Beschuldigten, laut Staatsanwaltschaft der Anführer der Terrorzelle, wurde in allen Punkten freigesprochen; bei vier Angeklagten sahen sich die Geschworenen nicht in der Lage einen Urteilsspruch zu fällen; den übrigen
Drei glaubte die Jury nicht, dass es keine menschlichen Opfer bei dem Attentat hätte geben sollen und befand die Männer des versuchten Mordes für schuldig, andererseits sahen es die Geschworenen aber als unbewiesen an, dass es sich bei den Zielen der Anschläge tatsächlich um Flugzeuge gehandelt haben soll.
Inoffizielle britische Quellen geben an, der durch die USA erzwungene frühzeitige Zugriff hätte zu einer unbefriedigenden Beweislage geführt.

## Zweites Gerichtsverfahren gegen die Verdächtigen
In einem zweiten Verfahren am Woolwich Crown Court wurden drei der Verdächtigten am 7. September 2009 des versuchten Mordes durch Benutzung von Flüssigsprengstoff gegen Passagierflugzeuge für schuldig befunden.
Die ausgesprochenen Haftstrafen lagen zwischen 32 und 40 Jahren.
Bei vier weiteren Angeklagten gelangen die Geschworenen in dieser Frage nicht zu einem Urteil. Einem dieser Verdächtigten wird allerdings in einem anderen Punkt Mordversuch vorgeworfen.
In einer Anhörung am 5. Oktober soll entschieden werden, ob den übrigen Drei ein weiteres Verfahren gemacht werden soll. 
Ein achter Angeklagter wurde in allen Punkten freigesprochen.
Im Juli 2010 wurden Ibrahim Savant, Arafat Khan und Waheed Zaman für schuldig befunden und in Woolwich Crown Court verurteilt zu lebenslanger Haft wegen Verschwörung zum Mord. Sie müssen mindestens 20 Jahre im Gefängnis verbüßen, um sich für eine Freilassung qualifizieren zu können.